# The Flowering Peach
The Flowering Peach is een compositie van de Amerikaanse componist Alan Hovhaness.
Hovhaness kreeg het verzoek muziek te schrijven bij een Broadway theatre-voorstelling van The Flowering Peach van Clifford Odets. Het werk dat op 28 december 1954 in première ging behandelde een vertelling ronde de Ark van Noach op een semi-komische manier. Later vervaardigde de componist een suite uit de totale muziek, waarbij hij tevens gebruik maakte van muziek, die tijdens de originele repetities inclusief scènes waren geschrapt. Het toneelstuk werd nog genomineerd voor de Pulitzer prijs voor drama 1955, maar die ging uiteindelijk naar Cat on a Hot Tin Roof.
De muziek doet Japans aan; het is zeer kalme haast meditatief aan en is een soort voorbode van zijn latere Fantasy on Japanese Woodprints.
Hovhaness behield de volgende delen:
1. Overture
2. Lifting of voices
3. Building the ark
4. Intermezzo
5. Rain
6. Love song
7. Sun and moon
8. Rainbow hymn.

De "stem" van Noach wordt weergegeven door de saxofoon, regen en zondvloed door percussie en harp.

## Orkestratie
- 1 klarinet, 1 altsaxofoon
- pauken, tamtam, vibrafoon, glockenspiel, harp en celesta.

## Discografie
- Uitgave Delos: Dirigent Keith Brion dirigeerde de versie voor trombone en harmonieorkest met het Ohio State University Wind Ensemble; opnamen 1993 of 1994.